# Боссини, Ирина
Ирина Боссини — (настоящее имя Ирина Валерьевна Божедомова; 11 мая 1970, Тюмень — 9 марта 2018) — российская оперная певица, драматическое сопрано. Лауреат международных конкурсов (Бильбао 1998; Брно 2004).

## Биография
Ирина Валерьевна Божедомова родилась 11 мая 1970 год.
Мать — Елена Борисовна Божедомова, врач, преподаватель в медицинском колледже.
Отец — Валерий Фёдорович Божедомов, инженер.
В 1988 году закончила Тюменское училище искусств по классу фортепиано.
С 1989 по 1991 — солистка Театра Музыкальной Комедии (Свердловск, ныне Екатеринбург).
1991—1994 — солистка Молодёжного Театра им. А.Неждановой (в Москве).
Закончила Академический музыкальный колледж при Московской Государственной Консерватории им. П. И. Чайковского (Россия, Москва), Московский городской педагогический университет по специальности «музыкальная педагогика» (Россия, Москва), Музыкальную академию имени Яначека (Прага, Чехия), имеет степень Магистра Музыкальных искусств. Лауреат международных конкурсов — Бильбао (1998), Брно (2004).
1994—1998 — солистка-иллюстратор Музыкальной Академии им. Гнесиных.
С 1998 по 2001 год солистка Мариинского театра.
С 2001 по 2004 год солистка Государственного Академического Большого театра России.
С 2004 по 2008 год солистка Пражской Государственной оперы.
С 2005 по 2008 год профессор Пражской Государственной Консерватории.
С 2005 года солистка труппы «Monumental Opera in Fire». С 2005 года солистка Благотворительного фонда творческих инициатив «Таланты мира» под руководством Давида Гвинианидзе.
С 2011 года преподаватель кафедры Вокала и хорового дирижирования Музыкально-педагогического факультета Московского Городского Педагогического Университета (МГПУ).
С 2012 года постоянный член жюри Международного вокального конкурса «Vox Artis».
С 2013 года преподаватель Московского областного музыкального колледжа имени С. С. Прокофьева.
С 2015 года Вице-президент Международного конкурса молодых оперных певцов «Vox Artis Moscow».
С 2015 года Художественный руководитель Международного музыкального центра «Eurovox».

## Репертуар
Исполняет репертуар драматического сопрано и меццо-сопрано:
- Аида (Аида, Д.Верди)
- Амнерис (Аида, Д.Верди)
- Леонора (Сила судьбы, Д.Верди)
- Леонора (Трубадур, Д.Верди)
- Амелия (Бал-маскарад, Д.Верди)
- Абигайль (Набукко, Д.Верди)
- Леди Макбет (Макбет, Д.Верди)
- Принцесса Эболи (Дон Карлос, Д.Верди)
- Принцесса Турандот (Турандот, Д.Пуччини)
- Тоска (Тоска, Д.Пуччини)
- Эльза (Лоэнгрин, Р.Вагнер)
- Ортруда (Лоэнгрин, Р.Вагнер)
- Брунгильда (Кольцо нибелунгов, Р.Вагнер)
- Сантуцца (Сельская честь, П.Масканьи)
- Кармен (Кармен, Ж.Бизе)
- Ярославна (Князь Игорь, А.Бородин)
- Лиза (Пиковая дама, П. И. Чайковский)
- Марина Мнишек (Борис Годунов, М. П. Мусоргский)
- Элен Безухова (Война и мир, С.Прокофьев) и другие.